# Hippolyte Van den Bosch
Hippolyte Van den Bosch (30 d'abril de 1926 - 1 de desembre de 2011) fou un futbolista belga.

## Selecció de Bèlgica
Va formar part de l'equip belga a la Copa del Món de 1954.